# Lopavent
Lopavent GmbH (PlanetCom GmbH jusqu'en 2006) est une entreprise allemande, active entre 2006 et 2020, anciennement basée à Berlin, chargée d'organiser la Love Parade et d'en faire sa promotion. 

## Histoire
Rainer Schaller est le directeur général et l'unique actionnaire de l'entreprise de janvier 2006 jusqu'à son décès. Lopavent GmbH est une filiale à 100 % de RSG Group GmbH. Jusqu'en 2006, Ralf Regitz est l'unique associé gérant de PlanetCom GmbH, qui est alors insolvable et qui est rachetée et rebaptisée par Rainer Schaller, aux côtés de Love Parade Berlin GmbH Medien-, Produktions-, Verwertungs- und Veranstaltungsgesellschaft et LoveParade.net GmbH, cette dernière ayant notamment fusionné avec Love Parade Berlin GmbH Medien-, Produktions-, Verwertungs- und Veranstaltungsgesellschaft.
L'édition 2009 de la Love Parade prévue à Bochum est annulée pour des raisons de sécurité. Lopavent GmbH annonce alors dans un communiqué : « Après des mois de discussions intensives et de multiples examens, nous avons accepté la demande de Bochum de ne pas y organiser la Love Parade. [...] Les défis augmentent en raison de l'énorme succès de ces dernières années. Nous allons examiner en détail les villes suivantes et les conditions sur place et nous voulons être à nouveau sur la ligne de départ l'année de RUHR.2010 - Capitale européenne de la culture dans la métropole de la Ruhr ».
En octobre 2009, des représentants de Lopavent, de la ville de Duisbourg, et de la Wirtschaftsförderung metropoleruhr GmbH se rencontrent et concluent que la Loveparade de l'été 2010 peut être organisé à Duisbourg. C'est à cette époque que le futur site de l'événement, l'ancienne gare de fret de Duisbourg située à proximité de la gare centrale, est envisagé. Le propriétaire du terrain, la société aurelis Real Estate GmbH & Co. KG, imagine également ce site comme lieu d'organisation de la Love Parade 2010. L'entreprise est en cours de liquidation. Cependant, même après l'ouverture de la procédure de liquidation de Lopavent GmbH, la société Love Parade Berlin GmbH Medien-, Produktions-, Verwertungs- und Veranstaltungsgesellschaft est inscrite au registre du commerce comme étant à jour et sans procédure d'insolvabilité.

## Incident de la Love Parade 2010
La Love Parade du 24 juillet 2010 à Duisbourg est le théâtre d'un incident qui coûte la vie à 21 personnes. Au moins 652 visiteurs sont blessés pendant toute la durée de l'événement. Après l'accident, des critiques massives sont émises à l'encontre de Lopavent. Après l'accident, le site web de Lopavent est remplacé par une page statique avec un forum sur le deuil et des offres d'aumônerie. Le directeur général Rainer Schaller déclare le lendemain de la catastrophe qu'il n'y aurait plus de Love Parade.
Pour la Loveparade 2010, Lopavent avait souscrit une assurance responsabilité civile d'organisateur auprès de la filiale allemande d'Axa. Le montant total de la couverture, de 10 millions d'euros, se répartissait en 7,5 millions d'euros pour les dommages corporels et 2,5 millions d'euros pour les dommages matériels,.